# خویی بوندول
خوئی مِر در زبان سیوندی به معنی تخم مرغ است. در کلمه خوئی بوندول، خوئی مخفف خوئی مِر می‌باشد. خوئی گهگاه توسط سیوندی‌ها به جای خوئی مِر استفاده می‌شود.
بوندول گیاهی است وحشی، با طبیعتی بسیار گرم که در اوایل اسفندماه در اکثر کوههای سیوند می‌روید. شکل ظاهری آن شبیه به سبزی جعفری است. این گیاه بسیار مقاوم در برابر سرمای شبهای اواخر سال می‌باشد. هنگامی که ارتفاع گیاه به ۱۰ الی ۲۰ سانتی متر رسید، برگهای آن را چیده به مصرف می‌رسانند. پس از آن گیاهانی که چیده نشده باشند قابل خوردن نیستند و ساقه آنها کلفت شده و تا اوایل اردیبهشت قطر آن به ۱ الی ۲ سانتی متر می‌رسد. در این زمان برگ گیاه قابل خوردن نیست و فقط ساقه آن که به تیره بوندول معروف است و خوراکی می‌باشد به مصرف می‌رسد. این گیاه همانند سایر گیاهان کوهی محبوبیت فراوانی در بین مردم سیوند دارد.
غذای خوئی بوندول از برگ گیاه بوندول و تخم مرغ تهیه می‌شود. بدین ترتیب که برگ تازه گیاه بوندول را خرد کرده و تفت می‌دهند. سپس چند عدد تخم مرغ به آن اضافه کرده و پس از این که تخم مرغها پخته شد، غذا را با نان میل می‌کنند.